# Rotbauchpapagei
Der Rotbauchpapagei (Poicephalus rufiventris)  ist eine Art aus der Gattung der Langflügelpapageien. Gemeinsam mit den anderen Arten dieser Gattung sowie den Unzertrennlichen, dem Halsbandsittich und den auf Madagaskar endemischen Vasapapageien zählt diese Art zu den typischen Papageienarten der Afrotropis.

## Verbreitungsgebiet
Sein Verbreitungsgebiet ist Äthiopien, Tansania und Somalia. Die Vögel leben im Tiefland und in Trockengebieten bis in eine Höhe von 2000 Meter über Normalnull. Er bevorzugt dabei Dornbuschsavannen, die locker mit Afrikanischen Affenbrotbäumen bestanden sind. Wie die meisten der Langflügelpapageien sind sie Nahrungs- und Lebensraumgeneralisten.

## Aussehen
Rotbauchpapageien sind sehr farbenprächtige Vögel, deren Federkleid einen ausgeprägten Geschlechtsdimorphismus aufweist. Der Unterschied zwischen Männchen und Weibchen ist so groß, dass sie ursprünglich sogar unterschiedlichen Arten zugeordnet wurden. Beim Männchen sind die Hinterbrust und der Bauch sowie die Unterflügeldecken tief orange. Beim Weibchen dagegen sind diese Federpartien gräulich-braun gefärbt. Die Grundfärbung des Körpergefieders ist bei beiden Geschlechtern ein Grün.

## Lebensweise

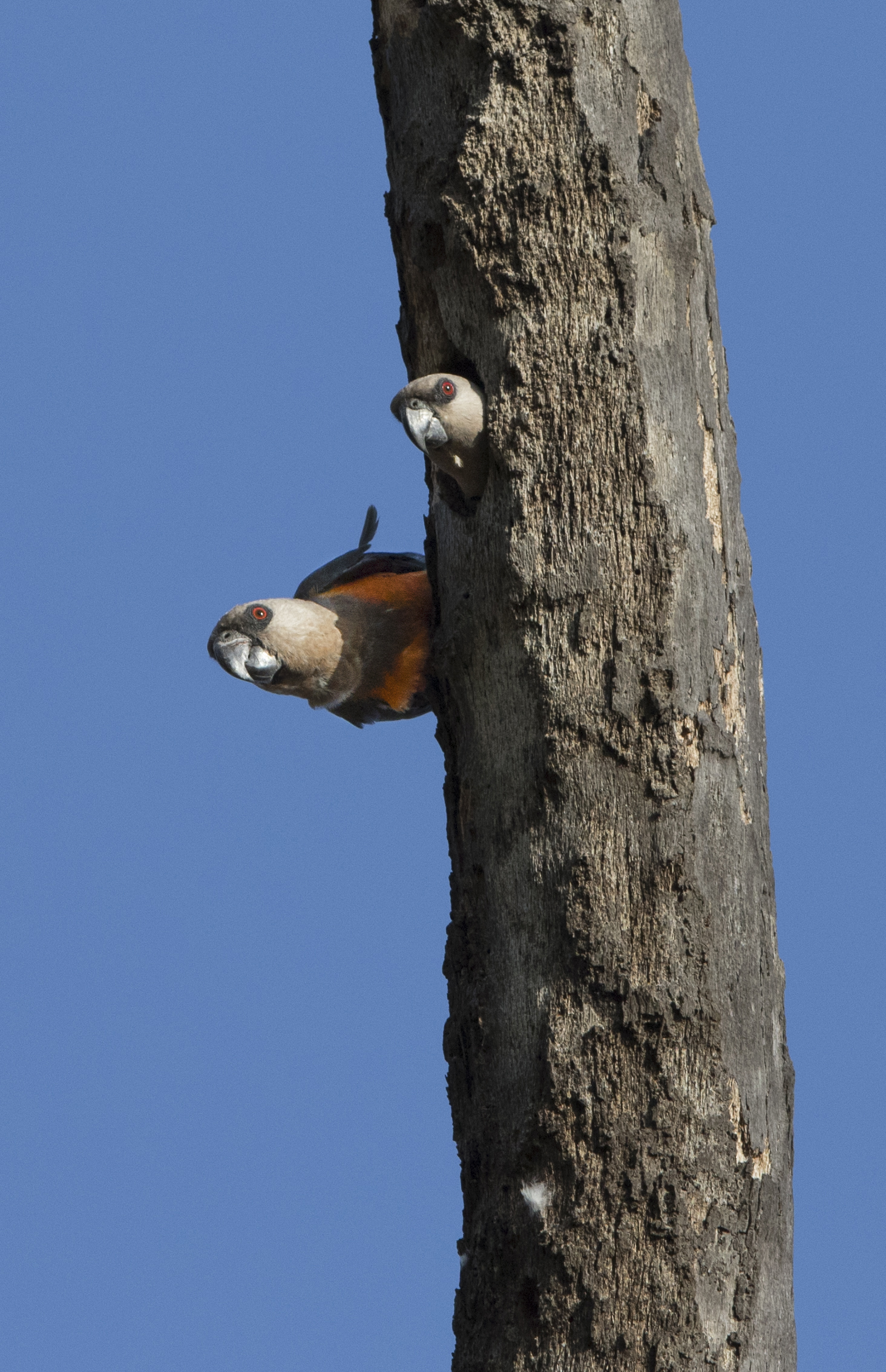
Poicephalus rufiventris im Samburu National Reserve.

Rotbauchpapageien leben in kleinen Familiengruppen von vier bis acht Exemplaren. Größere Verbände sind selten zu sehen, was vermutlich darauf zurückzuführen ist, dass in ihrem Verbreitungsgebiet selten ein reichliches Nahrungsangebot zu finden ist. Sie fallen gelegentlich in landwirtschaftlich genutzte Gebiete ein, wo sie besonders gerne Mais fressen. Sie brüten bevorzugt in Stamm- und Asthöhlen des Affenbrotbaums, wobei sich ihre Höhle häufig in beträchtlicher Höhe über dem Erdboden befindet. Bruthöhlen von Rotbauchpapageien hat man aber auch schon in Bauten bodenbewohnender Termiten gefunden. In diesem Fall war ihre Bruthöhle nicht mehr als zwei bis drei Meter über dem  Erdboden. Das Gelege besteht aus ein bis zwei Eiern. Über die Brutbiologie der Vögel ist ansonsten sehr wenig bekannt. Vermutlich kommt es in dem großen Verbreitungsgebiet das ganze Jahr über zu Bruten.

## Rotbauchpapageien und Menschen
Rotbauchpapageien sind das erste Mal 1920 nach Europa importiert worden. Anders als die zur gleichen Gattung gehörenden Mohrenkopfpapageien, die nach dem Graupapagei zu den am häufigsten importierten afrikanischen Großpapageien zählen, werden Rotbauchpapageien nur selten im Handel angeboten. Die erste bekannte Nachzucht in menschlicher Obhut gelang erst in den 1970er Jahren in Mosambik. Wie für alle anderen Papageien gilt auch hier, dass sie grundsätzlich nur in Paaren und in Volieren gehalten werden sollten.

## Die systematische Stellung innerhalb der GattungPoicephalus
Das folgende Kladogramm zeigt die Gattung Poicephalus mit ihren jeweiligen Verwandtschaftsgraden. Es fehlt der Niamniampapagei (Poicephalus crassus), dessen Artstatus umstritten ist.
| N.N.                    | \| \| Poicephalus gulielmi \| \| \| \| \| \| Poicephalus robustus \| \| \| \| \| \| Poicephalus fuscicollis \| \| Vorlage:Klade/Wartung/3 \| \| |
|                         | \| \| Poicephalus gulielmi \| \| \| \| \| \| Poicephalus robustus \| \| \| \| \| \| Poicephalus fuscicollis \| \| Vorlage:Klade/Wartung/3 \| \| |
|                         | Poicepalus flavifrons |
|                         | |
|                         | Poicephalus gulielmi |
|                         | |
|                         | Poicephalus robustus |
|                         | |
|                         | Poicephalus fuscicollis |
| Vorlage:Klade/Wartung/3 | |

|                         | Poicephalus gulielmi    |
|                         |                         |
|                         | Poicephalus robustus    |
|                         |                         |
|                         | Poicephalus fuscicollis |
| Vorlage:Klade/Wartung/3 |                         |

|  | Poicephalus senegalus   |
|  |                         |
|  | Poicephalus rufiventris |
|  |                         |

|                         | Poicephalus cryptoxanthus |
|                         |                           |
|                         | Poicephalus meyeri        |
|                         |                           |
|                         | Poicephalus rüppellii     |
| Vorlage:Klade/Wartung/3 |                           |

|  | Poicephalus senegalus   |
|  |                         |
|  | Poicephalus rufiventris |
|  |                         |

|                         | Poicephalus cryptoxanthus |
|                         |                           |
|                         | Poicephalus meyeri        |
|                         |                           |
|                         | Poicephalus rüppellii     |
| Vorlage:Klade/Wartung/3 |                           |

| N.N.                    | \| \| Poicephalus gulielmi \| \| \| \| \| \| Poicephalus robustus \| \| \| \| \| \| Poicephalus fuscicollis \| \| Vorlage:Klade/Wartung/3 \| \| |
|                         | \| \| Poicephalus gulielmi \| \| \| \| \| \| Poicephalus robustus \| \| \| \| \| \| Poicephalus fuscicollis \| \| Vorlage:Klade/Wartung/3 \| \| |
|                         | Poicepalus flavifrons |
|                         | |
|                         | Poicephalus gulielmi |
|                         | |
|                         | Poicephalus robustus |
|                         | |
|                         | Poicephalus fuscicollis |
| Vorlage:Klade/Wartung/3 | |

|                         | Poicephalus gulielmi    |
|                         |                         |
|                         | Poicephalus robustus    |
|                         |                         |
|                         | Poicephalus fuscicollis |
| Vorlage:Klade/Wartung/3 |                         |

|  | Poicephalus senegalus   |
|  |                         |
|  | Poicephalus rufiventris |
|  |                         |

|                         | Poicephalus cryptoxanthus |
|                         |                           |
|                         | Poicephalus meyeri        |
|                         |                           |
|                         | Poicephalus rüppellii     |
| Vorlage:Klade/Wartung/3 |                           |

|  | Poicephalus senegalus   |
|  |                         |
|  | Poicephalus rufiventris |
|  |                         |

|                         | Poicephalus cryptoxanthus |
|                         |                           |
|                         | Poicephalus meyeri        |
|                         |                           |
|                         | Poicephalus rüppellii     |
| Vorlage:Klade/Wartung/3 |                           |

Folgende Unterarten werden für den Rotbauchpapagei beschrieben:
- Poicephalus rufiventris rufiventris
- Poicephalus rufiventris pallidus